# Омирбаев, Дарежан Каражанович
Дарежа́н Каражанович Омирба́ев (род. 15 марта 1958 года) — советский, казахстанский кинорежиссёр.

## Биография
В 1980 году окончил факультет прикладной математики Казахского государственного университета. Работал преподавателем и программистом, редактором на киностудии «Казахфильм». Учился на режиссёрском факультете ВГИК. В 1987 году окончил киноведческий факультет ВГИК (мастерская А. Плахова). С 1988 года — режиссёр-постановщик киностудии «Казахфильм». Автор ряда статей по теории кино, опубликованных в журналах: «Новый фильм», «Сине Фантом» и других. В 2004—2006 годах был главным редактором журнала «Киноман».
В марте 2022 года в кинотеатре Chaplin Mega Alma-Ata состоялся премьерный показ художественного фильма «Акын» («Поэт»). Ранее картина была удостоена приза в номинации «Лучший режиссёр» на Токийском международном кинофестивале. В конце 2022 года артхаусная драма «Акын» («Поэт») удостоена гран-при в конкурсе полного метра Международного фестиваля кино стран Содружества «Московская премьера».

## Фильмография
Режиссёр и сценарист:
1. 1982 — Жизнь (СССР)
2. 1988 — Шильде (Июль) (СССР)
3. 1991 — Кайрат (СССР)
4. 1993 — Профессия — контролер (Казахстан)
5. 1995 — Кардиограмма (Казахстан)
6. 1998 — Киллер (Казахстан/Франция)
7. 2001 — Дорога (Казахстан)
8. 2007 — Шуга (Казахстан)
9. 2012 — Студент (Казахстан)
10. 2022 — «Поэт»  / «Акын» (Казахстан)

## Награды и звания
1. 1992 — МКФ в Ашхабаде. Приз жюри «За лучшее изобразительное решение» (Кайрат)
2. 1992 — МКФ в Локарно. Приз «Серебряный леопард», Приз ФИПРЕССИ (Кайрат)
3. 1992 — МКФ в Страсбурге. Гран-при, Приз прессы (Кайрат)
4. 1992 — МКФ трех континентов в Нанте. Второй приз (Кайрат)
5. 1993 — Смотр-конкурс «Казахское кино сегодня» в Алматы. Диплом, Приз «За лучший киностиль» (Кайрат)
6. 1995 — МКФ в Венеции. Приз ЮНЕСКО (Кардиограмма)
7. 1995 — МКФ трех континентов в Нанте. Приз жюри (Кардиограмма)
8. 1996 — МКФ в Сингапуре. Гран-при (Кардиограмма)
9. 1998 — МКФ в Канне. Приз лучшему фильму программы «Особый взгляд» (Киллер)
10. 1998 — МКФ в Карловых Варах. Специальное упоминание жюри киноклубов (Киллер)
11. 1998 — МКФ трех континентов в Нанте. Почетный приз (Киллер)
12. 1999 — МКФ в Тегеране. Приз за лучший сценарий (Киллер)
13. 2021 — МКФ в Токио. Приз за лучшую режиссуру (фильм «Поэт»)[4]